# Teredorus flatimarginus
Teredorus flatimarginus är en insektsart som beskrevs av Zheng, Z. och Liang 2000. Teredorus flatimarginus ingår i släktet Teredorus och familjen torngräshoppor. Inga underarter finns listade i Catalogue of Life.